# まぼろし探偵
『まぼろし探偵』（まぼろしたんてい）は、1957年に『少年画報』に連載された桑田次郎（桑田二郎）原作の漫画作品、およびそれを元としたラジオドラマ、特撮テレビ番組、映画作品のタイトル。

## 概要
『まぼろし探偵』は当初『少年探偵王』のタイトルで連載された。赤い帽子、黒マスク（目の周りを覆うのみ）、黄色いマフラーをトレードマークとする少年探偵が主人公。事件が起きるとさっそうとオートバイに乗って現れる。その正体は誰も知らないが、日の丸新聞の少年新聞記者である富士進。父親は警視庁警部であり、事件に関する情報は自然と耳に入ってくる。いざという時はまぼろし探偵に姿を変え、悪漢相手に二丁拳銃で立ち向かい、難事件を解決していく。
1959年からラジオとテレビでドラマ化され、3本の映画が製作されている。
ドラマや映画で主題歌が歌われ、少年ヒーローを想像して子どもたちの間でまぼろし探偵ごっこが流行った。
テレビドラマ版では拳銃の代わりに電波ピストルを使い、オートバイの代わりに空陸両用自動車「まぼろし号」に乗っている。

## 漫画版
1957年3月号から『少年画報』に連載が始まり1961年12月号で一度終了したが、1964年11月号から1965年4月号まで再連載された。
しかし年月の経過により絵柄の雰囲気は微妙に違っていてマフラーもスカーフ調にオートバイもフルカウル形になっている。
- 掲載目次
  - 第1話　四・六の秘密　（1957年3月号）★第3話まで「少年探偵王」で掲載
  - 第2話　二つの顔　（1957年4月号-1957年6月号）
  - 第3話　呪いの家　（1957年7月号-1957年10月号）
  - 第4話　怪人対快人　（1957年10月号-1958年3月号）
  - 第5話　炎の怪人　（1958年4月号-1958年5月号）
  - 第6話　スペードの使い　（1958年6月号-1958年11月号）
  - 第7話　クラーク東郷　（1958年12月号-1959年7月号）
  - 第8話　紅こうもり　（1959年8月号-1959年11月号）
  - 第9話　対決！怪人ルパン　（1959年11月号-1960年6月号）
  - 第10話　加保根の脳　（1960年7月号-1961年3月号）
  - 第11話　白仮面と黄金の像　（1961年4月号-1961年10月号）
  - 第12話　にせ金団　（1961年11月号-1961年12月号）
  - 第13話　ゆうれい屋敷　（1964年11月号-1964年12月号）
  - 第14話　絵の中の殺人鬼　（1965年1月号）
  - 第15話　にせ札つかい　（1965年2月号-1965年4月号）

## ラジオドラマ版
1959年2月16日から1960年10月22日まで、ラジオ東京（現：TBSラジオ）にて月曜日から土曜日までの毎日18:05 - 18:25の時間帯で放送。なお、この途中1959年4月1日からKRTで始まったテレビドラマ版は毎週水曜日の18:15 - 18:45の時間帯で放送されていたため、1959年9月30日までは水曜日の18:15から18:25までの間はラジオとテレビ両方で同じ「まぼろし探偵」を放送していたということになった。
出演：清水滋雄（進少年）、佐藤のり子（さくら）ほか
| ラジオ東京 月 - 土 18:05 - 18:25枠 | ラジオ東京 月 - 土 18:05 - 18:25枠 | ラジオ東京 月 - 土 18:05 - 18:25枠 |
| 前番組                             | 番組名                             | 次番組                             |
| ---------------------------------- | ---------------------------------- | ---------------------------------- |
| 赤胴鈴之助                         | まぼろし探偵                       | 少年No1                            |

## テレビドラマ版
広告代理店・折込広告社(実製作は童映株式会社)による製作のもと、1959年4月1日から1960年3月27日までKRT（現：TBSテレビ）にて放映された。前期は日本水産（現：ニッスイ）、後期はエースコックのそれぞれ一社提供。
関西地区では、テレビネットワーク腸捻転時代であった（当時の関西のKRT→TBS系列の準キー局は朝日放送）にもかかわらず、この番組に関しては毎日放送 (MBS) にネットされていた。そのほか、ラジオ青森（RAB･現：青森放送、日テレ系）のアナログテレビのサービス放送のKRTとネット契約を結んでいた期間中にもネットされた。
放送時間は毎週水曜日18:15 - 18:45。KRTでは1959年10月4日（第28話「まだら蜘蛛の復讐（後編）」以降）から毎週日曜日9:00 - 9:30に移動したが、毎日放送では1959年10月以降も放送時間は変更されずに放送されていた。
製作会社倒産と版権不継承によってパブリックドメインとなったことから、低価格DVD（全12巻）が発売されている。
子役時代の吉永小百合や藤田弓子が出演していた作品として紹介されることも多い。
まぼろし号はまぼろし探偵役の加藤弘がバイクに乗れなかったために用意されたとする説が存在するが、加藤はまぼろし号の運転も無免許で行っていたと証言している。まぼろし号のベース車について加藤はダットサン・フェアレディであったと証言している。
実車のほか、飛行シーンではミニチュア特撮も用いている。特撮はアルバイトの形で矢島信男が担当。当時、所属していた松竹を通すことなく本作品を引き受けたため、松竹から注意を受けたという。

### キャスト
- まぼろし探偵 / 富士進：加藤弘
  - 普段は日の丸新聞社の少年記者であるが、事件が起きるとまぼろし探偵となって活躍する。目の部分以外の顔が露出していることから、加藤自身が赤い帽子、マスク、スーツなどを着けて演技していた。
- 富士登警部：天草四郎（第1話 - 第10話）、大平透（第11話 - ）
- 富士松子：利根はる恵
- 富士典子：渡辺典子
- 吉野博士：カワベキミオ
- 吉野さくら：吉永小百合
- 山火編集長：大宮敏
- 黒星十郎・黒星に顔が似ている親分（第19話）：花咲一平
- 給仕 みち子：藤田弓子
- 香山刑事：成田裕、柳田健二
- 大塚刑事：鈴木志郎
- 三村修：多賀泰彦
- その父 和夫：谷口安彦
- その母 静江：浅田和子
- 北川記者、三村三郎（サブ）、解説：三戸部義輝

第36話・第37話「国際密輸団」の劇中で開催されるクリスマス会のバックバンドの一員として、トランペット奏者の日野皓正が出演している。
三戸部義輝は解説（ナレーション）のほか、北川記者の役から犯人グループの一味や犯罪の被害者など、毎回のように違った役で出演している。

### スタッフ
- 企画：神山雄二
- 脚本：柳川創造、山本流行、木村学司、梅田慶公、米津善吉、小川繁、吉井実、百瀬千又、上野一雄
- 潤色：穂積驚
- 音楽：大塚一男、渡辺岳夫
- 特撮（ノンクレジット）：矢島信男[11][9]
- まぼろし号デザイン（ノンクレジット）：成田亨[4][12]
- 協賛：少年画報社
- 主題歌：「まぼろし探偵」（作詞：照井範夫、補作：山本流行、作曲：渡辺浦人、歌：岩瀬 寛,上高田少年合唱団）
- 監督：近藤竜太郎、星公達郎

### 放映リスト
1. 謎の怪電波
2. 時限爆弾
3. 透明人間の恐怖
4. 狙われた408号列車
5. スペードの女王[注 5]
6. 二人のまぼろし探偵
7. オリオン王国の秘密
8. 進君危うし
9. 山火編集長おそわる
10. れい迷教?
11. 日本から逃すな
12. 金塊輸送車
13. 怪人黒マント[注 5]
14. 青銅の仮面
15. 消えた花売り娘
16. 怪盗紅バラ男爵
17. ニセ札団
18. ゆうれい島
19. 犯人黒星十郎?
20. 暗殺団を倒せ
21. 海底魔人
22. 白狐の挑戦
23. 海王星から来た少年
24. ウランの秘密（前編）
25. ウランの秘密（後編）
26. Xマン? （前編）
27. Xマン? （後編）
28. まだら蜘蛛の復讐（前編）
29. まだら蜘蛛の復讐（後編）
30. クラーク東郷（前編）[注 5]
31. クラーク東郷（後編）[注 6]
32. ミイラ武者の復讐（前編）
33. ミイラ武者の復讐（後編）
34. ダイヤの秘密（前編）
35. ダイヤの秘密（後編）
36. 国際密輸団（前編）
37. 国際密輸団（後編）
38. 謎の仮面博士（前編）
39. 謎の仮面博士（後編）
40. 七色真珠（前編）
41. 七色真珠（後編）
42. 謎のジョーカー（前編）
43. 謎のジョーカー（後編）
44. 妖鬼現わる（前編）
45. 妖鬼現わる（後編）
46. スパイ? （前編）
47. スパイ? （後編）
48. 邪魔者は倒せ!（前編）
49. 邪魔者は倒せ!（後編）
50. 黒星故郷へ帰る（前編）
51. 黒星故郷へ帰る（後編）
52. 仙人沼のせむし男（前編）
53. 仙人沼のせむし男（後編）

### 映像ソフト化
- VHSビデオソフト（サムビデオ、パラマウントビデオ）、DVD-BOX（パイオニアLDC、エムスリイエンタテインメント）、廉価版DVD（マグネット）が発売された。それぞれ収録の構成が異なる。
- 2000年12月22日にベストセレクションのDVDが発売スパック・販売エスモックにより発売された[14]。その後、2001年9月21日に全4巻の単巻DVDが発売された[15]。
- トールケース版DVDとして2007年6月1日に全12巻が発売された。第35話までを収録している。
- DVD-BOXが2007年8月29日発売。現存するうちの計49話を完全収録している。
- 放送50周年を記念し、低価格のDVD-BOXが2009年3月27日収録。収録内容は上記と同じ。
- 上記のDVDがTSUTAYAやGEOでレンタルされている。
- Blu-rayが2021年10月29日発売。計50話をOP･ED付(一部欠損)で収録している

## 映画版
1960年に3作品が新東宝の配給により公開された。第1作はテレビドラマ版と同じスタッフ・キャストにより製作されたが、テレビ版放送終了後に製作された第2作・第3作は中岡慎太郎主演となった。
1. 『まぼろし探偵 地底人襲来』（1960年2月14日公開）
2. 『まぼろし探偵 恐怖の宇宙人』（1960年11月19日公開）
3. 『まぼろし探偵 幽霊塔の大魔術団』（1960年12月3日公開）

### スタッフ（映画版）
- 監督：近藤竜太郎（第1作）、小林悟（第2作、第3作）[4]
- 脚本：柳川創造（第1作）、田辺虎男（第2作、第3作）
- 原案：関沢新一（第1作）[4]
- 特殊撮影：黒田武一郎（第1作)
- 制作：三東映画（第1作）、富士映画（第2作、第3作）[4]

## 日台合作リメイク版映画
1968年に3作品の台湾語リメイク映画版（モノクロ作品）が台湾に公開された。脚本や監督には1960年日本版映画第2、3作の監督小林悟が参加されている。
1. 『神龍飛俠』（1968年2月公開）
2. 『月光大俠』（1968年5月公開）
3. 『飛天怪俠』（1968年10月公開）

### 主要スタッフ
- 原作：桑田次郎
- 監督：邵寶輝、小林悟
- 脚本：陳小島、小林悟
- 音楽：曽仲影
- 編集：南方仁
- 撮影：浜野誠之
- 制作：新高影業公司

### 主要キャスト
- 桂治邦：三林君 / 神龍飛俠または月光大俠（まぼろし探偵）
- 賴德南：壞子仔（カメラマン、三林君のパートナー）
- 康明：吳光山（悪い組織”仮面宇宙党”のボス）
- 楊渭溪：劉靜雲（新宝デパートの代表取締役社長）
- 柳青：江麗莎（劉靜雲の秘書）
- 吳小惠：江麗芬（江麗莎の妹、目は不自由）
- 小林
- 柯佑民
- 江青霞　ほか